# Teneikenen
Teneikenen (of Ten Eikenen) is een gehucht in de Belgische gemeente Zonhoven. Het ligt ten noorden van het centrum van Zonhoven.
Teneikenen is vooral bekend vanwege de gotische Kapel van Teneikenen, gelegen in een driehoek welke wordt gevormd door de Bruinstraat en de Eikenenweg. Gedurende de 16e en 17e eeuw was dit een bedevaartsoord.
Ten noorden van Teneikenen bevindt zich het natuurgebied Kolveren.